# Leucostoma anthracinum
Leucostoma anthracinum är en tvåvingeart som först beskrevs av Johann Wilhelm Meigen 1824.  Leucostoma anthracinum ingår i släktet Leucostoma och familjen parasitflugor. Arten är reproducerande i Sverige. Inga underarter finns listade i Catalogue of Life.